# دعم اجتماعي

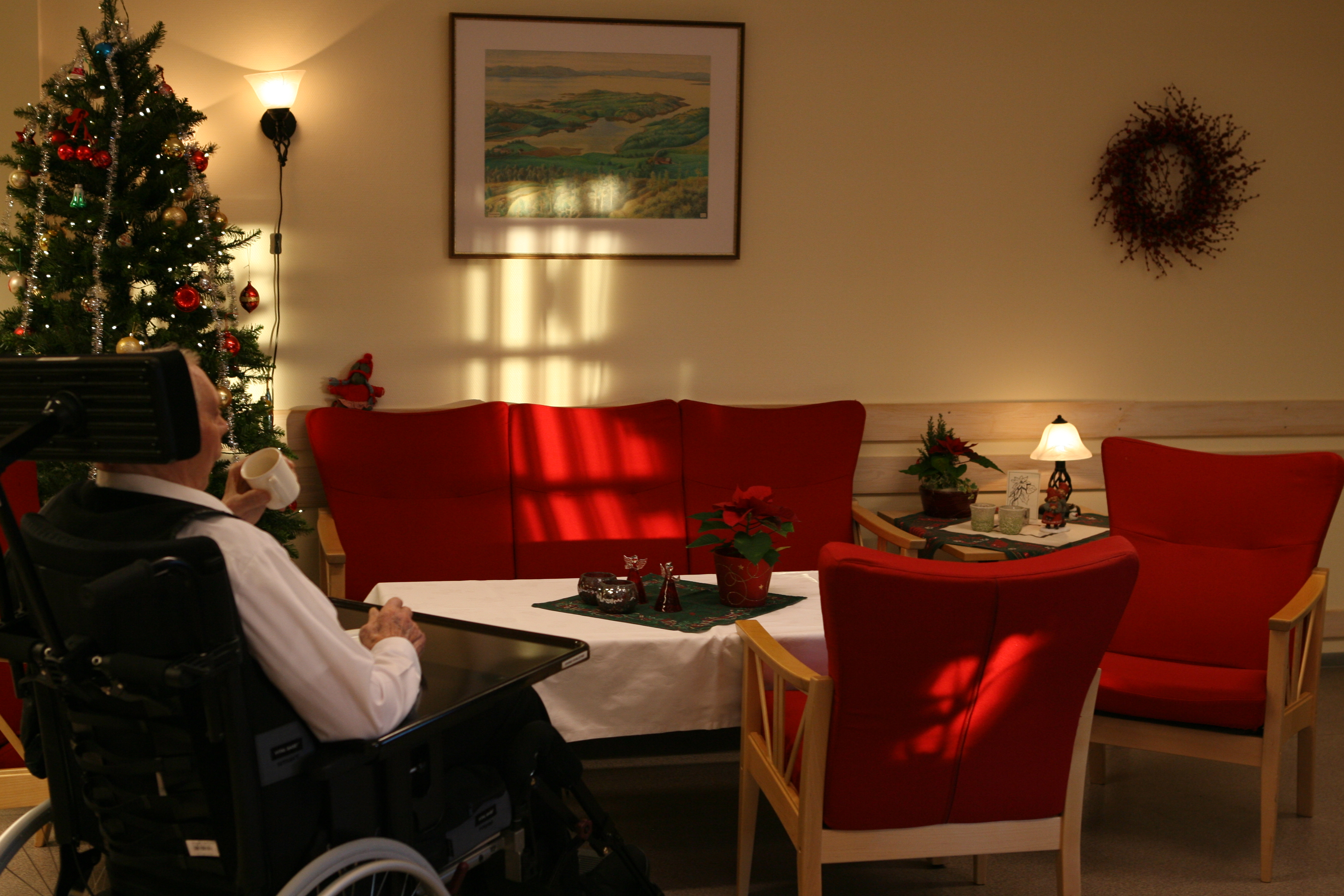
رجل عجوز في دار لرعاية المسنين في النرويج

يمكن تعريف الدعم الاجتماعي وقياسه بطرقٍ عديدة. ويمكن أن يكون تعريفه تعريفاً فضفاضاً كأن نقول إن الدعم الاجتماعي هو أن يشعر الشخص بالرعاية والمساعدة من المحيطين به وأن يعتبر نفسه فرداً من شبكة اجتماعية داعمة. وقد تكون هذه الموارد الداعمة عاطفية (مثل: الحنان) أو محسوسة (مثل: المساعدة المالية) أو إعلامية (مثل: تقديم المشورة) أو أن تكون بشكل رفقة (مثل: الشعور بالانتماء). ويمكن أن يقاس الدعم الاجتماعي عن طريق إحساس المرء بأن هناك مساعدة متاحة له، أو بالمساعدة الفعلية التي حصلت له، أو عن طريق قياس درجة اندماج الشخص مع الشبكة الاجتماعية. وتتعدد مصادر الدعم فقد يأتي الدعم من الأسرة والأصدقاء، والحيوانات الأليفة، والمنظمات، وزملاء العمل... إلخ.
ويعتبر الدعم الاجتماعي هاماً لدى المهتمين بالصحة البدنية (مثل: قياس معدل الوفيات) أو الصحة النفسية (مثل الاكتئاب). ونتيجةً لذلك يوجد أكثر من خمسة وأربعين ألف مقالةٍ وفصلٍ وكتابٍ اهتمت بالدعم الاجتماعي عبر مجموعة واسعة من التخصصات بما في ذلك علم النفس والطب وعلم الاجتماع، والتمريض، والصحة العامة، والعمل الاجتماعي. بشكلٍ عام، تم الربط بين الدعم الاجتماعي وبين العديد من المنافع الصحية البدنية والنفسية على حدٍ سواء، ومع ذلك قد لا يكون الدعم الاجتماعي مفيداً دائماً. وقد تم اقتراح نموذجين لوصف العلاقة بين الدعم الاجتماعي والصحة وهما: فرضية التخزين المؤقت، وفرضية الآثار الرئيسية. بالإضافة إلى ذلك، تم اقتراح العديد من النظريات والطرق البيولوجية لدراسة العلاقة بين الدعم الاجتماعي والصحة وقد وجدت العديد من الاختلافات الثقافية والفروقات بين الجنسين فيما يخص الدعم الاجتماعي.

## التصنيفات والتعاريف
يمكن للدعم الاجتماعي أن يصنف ويقاس بطرق مختلفة
هناك أربع وظائف شائعة للدعم الاجتماعي:

### الدعم الوجداني
وهو إظهار التعاطف، والاهتمام، والمودة، والمحبة، والثقة، والتقبل، والألفة، والتشجيع، والرعاية. وهو الدفء والحنان الذي يقدم من مصادر الدعم الاجتماعي ويشعر الفرد بقيمته كما يسمى أحيانًا بدعم الاحترام أو دعم التقدير.

### الدعم الملموس
وهو تقديم المساعدة المالية أو السلع أو الخدمات ويسمى أيضًا بالدعم الفعال. وهذا الشكل من أشكال الدعم الاجتماعي يشمل الطرق المادية المباشرة لمساعدة الناس بعضهم البعض.

### الدعم المعلوماتي
وهو تقديم النصيحة والتوجيه والاقتراحات والمعلومات المفيدة للشخص وهذا النوع من المعلومات من شأنه أن يساعد الآخرون في حل مشاكلهم.

### دعم الرفقة
وهذا النوع من الدعم يُشعر الفرد بالانتماء الاجتماعي (ويسمى أيضًا بدعم الانتماء) ويمكن ملاحظته بوجود الأصحاب والانخراط في الأنشطة الاجتماعية المشتركة معهم.
يفرق الباحثون عادةً بين الدعم المتوقع والدعم المتلَقى، الدعم المتوقع يعود إلى الحكم الشخصي للمستلم\المستفيد على ما سيوفره «أو وفره» مقدمو الدعم من مساعدة فاعلة عند الحاجة. أما الدعم المستَلَم أو الدعم المتلقى «يسمى أيضا الدعم الفعال» يعود إلى أفعال أو إجراءات داعمة محددة مثل نصيحة أو طمأنة وتقدم من الداعمين عند الحاجة أيضًا.
من جهة أخرى يمكن أن نقيس الدعم الاجتماعي إذا نظرنا إليه من ناحية أنه دعم هيكلي ودعم وظيفي. الدعم الهيكلي (ويسمى أيضًا التكافل الاجتماعي) حيث يكون الفرد المدعوم متصلًا بشبكة اجتماعية ومثال ذلك العلاقات الاجتماعية أو عندما يتكامل الفرد في شبكته الاجتماعية مثل علاقاته العائلية، صداقاته، وعضويته في مختلف النوادي والمنظمات مما يُعزز التكافل الاجتماعي. الدعم الوظيفي ينظر إلى الوظيفة المحددة التي يمكن للعضو في الشبكة الاجتماعية أن يقدمها وقد تكون عاطفية آلية معلوماتية أو مجموعات داعمة والمذكورة سابقًا.
هذه الأنواع المختلفة من الدعم الاجتماعي لها أيضًا تأثيرات وتفاعلات مختلفة على صحة الفرد وشخصيته وعلاقاته الشخصية فمثلًا الدعم المتوقع يرتبط غالبًا بالوعي الأفضل للصحة الذهنية، ولا يحدث هذا مع الدعم المتلقى والتكامل الاجتماعي.
هناك اقتراح من البعض أن "الدعم الخفي" وهو النوع من الدعم الذي يكون بغير وعي الشخص الداعم" قد يكون هو الأكثر فائدةً.